# Кхенг
Кхенг (англ. Kheng) — этническая группа народов, проживающих преимущественно на территории бутанских дзонгхагов Жемганг, Тронгса и Монгар в южной части центрального Бутана. Они говорят на языке кхенг-кха тибето-бирманской семьи.
Судя по всему, народ кхенг более связан с народами центрального Бутана, чем со своими соседями на востоке, народами шарчоб. Народы кхенг по-прежнему сохраняют особые торговые отношения с Bumthangpo, предоставляя им зимние пастбища для яков. По оценке SIL, численность народности составляет 50 000 человек.
Название кхенг также относится к древним небольшим царствам в этой области, бывшими независимыми до объединения Бутана в XVII веке.
Как и большинство населения Бутана, кхенг являются последователями тибетского буддизма, а их культура является отображением преобладающей культуры страны (см. Нгалоп).